# Metacrinus rotundus
Metacrinus rotundus is een zeelelie uit de familie Isselicrinidae.
De wetenschappelijke naam van de soort werd in 1885 gepubliceerd door Philip Herbert Carpenter.